# Hinkley (California)
Hinkley è un'area non incorporata di 1 692 abitanti della California.

## Storia
Il comune è noto per il caso della contaminazione delle falde acquifere con cromo esavalente, avvenuto tra il 1952 e il 1966.
Dopo la contaminazione delle falde acquifere, gli abitanti della città hanno cominciato a trasferirsi altrove, fin quasi a diventare una città fantasma.